# Joseph-Benoît Suvée

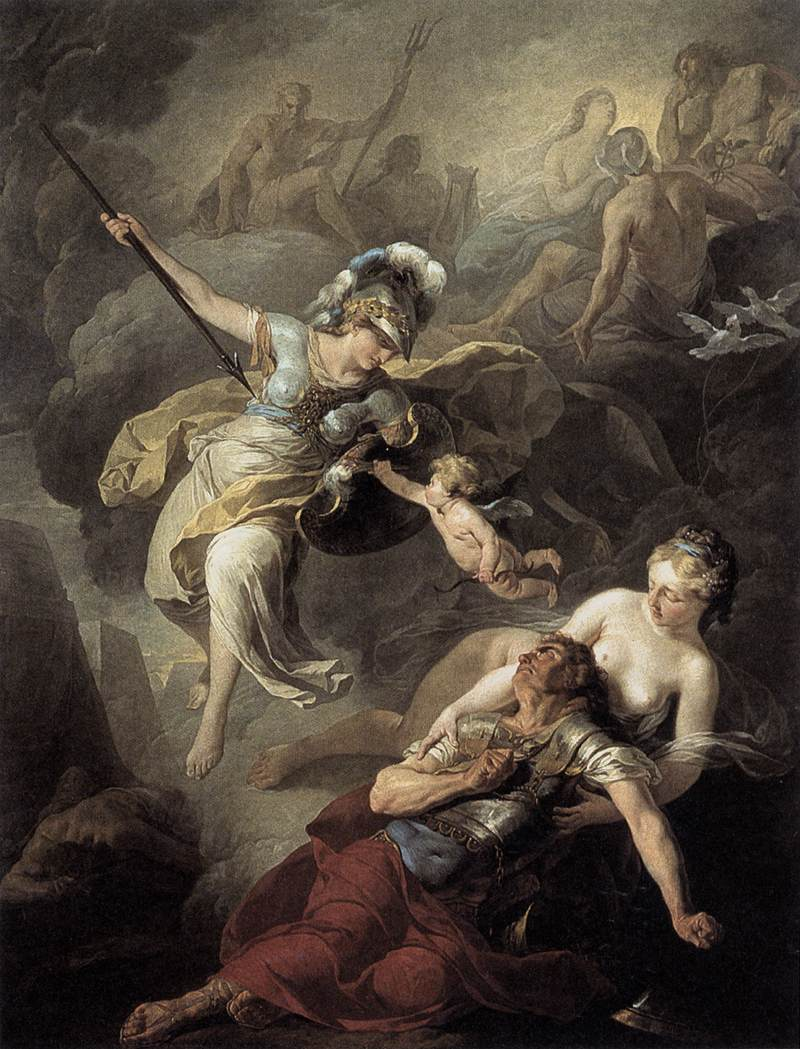
Combattimento fra Marte e Minerva

Joseph Benoît Suvée (Bruges, 3 gennaio 1743 – Roma, 9 febbraio 1807) è stato un pittore neoclassico belga, rivale di David.

## Biografia
Fu prima allievo di Matthias de Visch e, dopo che si fu stabilito a Parigi nel 1762, di Jean-Jacques Bachelier. Nel 1771 vinse il Prix de Rome e rimase a Roma dal 1772 al 1778. Ritornato a Parigi, fu nominato accademico e, alloggiato al Louvre, aprì una scuola di disegno per ragazze.
Nominato nel 1792 direttore dell'Accademia di Francia a Roma, al posto di François-Guillaume Ménageot, solo nel 1801 poté assumere la carica, essendo stato nel frattempo rinchiuso nel carcere di Saint-Lazare. Morì improvvisamente a Roma, dopo solo sei anni di direzione dell'Accademia.

## Opere
- Combattimento di Minerva contro Marte, 1771, Palais des Beaux-Arts, Lilla
- Autoritratto, 1771, Groeningemuseum, Bruges
- Erminia e i pastori, 1776, Museum voor Schone Kunsten, Gand
- Achille depone il cadavere di Ettore ai piedi del corpo di Patroclo, Louvre, Parigi
- Tancredi soccorso da Erminia, s.d., Musée des Beaux-Arts, Nantes
- Tancredi ferito riconosce Clorinda dopo aver combattuto contro di lei, 1776-1778, Musée de Picardie, Amiens
- Ritratto dell'architetto Paul Lemoine, 1777-1778, Musée Carnavalet, Parigi
- Nascita della Vergine, 1779, Chiesa di Notre Dame de l'Assomption, Parigi
- Predicazione di san Paolo, 1779, Los Angeles County Museum of art, Los Angeles
- Festa a Palès o l'Estate, 1783, Musée des Beaux-Arts, Rouen
- Resurrezione, 1783, chiesa di Santa Valpurga, Bruges
- Sacra Famiglia, 1785-1791 Musées royaux des Beaux-Arts de Belgique, Bruxelles
- Il generale Coligny intimidisce i suoi assassini, 1787, Musée des Beaux-Arts, Digione
- L'arcangelo Raffaele sparisce in mezzo alla famiglia di Tobia, 1789, Musée ds Ursulines, Mâcon
- La morte di Cleopatra, 1785, Musée des Beaux-Arts, Rouen
- L'invenzione del disegno, 1791, Groeningemuseum, Bruges
- Ritratto di Jean Rameau, suocero dell'artista, 1793, Groeningemuseum, Bruges
- Ritratti di Dominique e Caterina Clément de Ris, 1795, Versailles
- Cornelia, madre dei Gracchi, 1795, Louvre, Parigi

## Galleria d'immagini

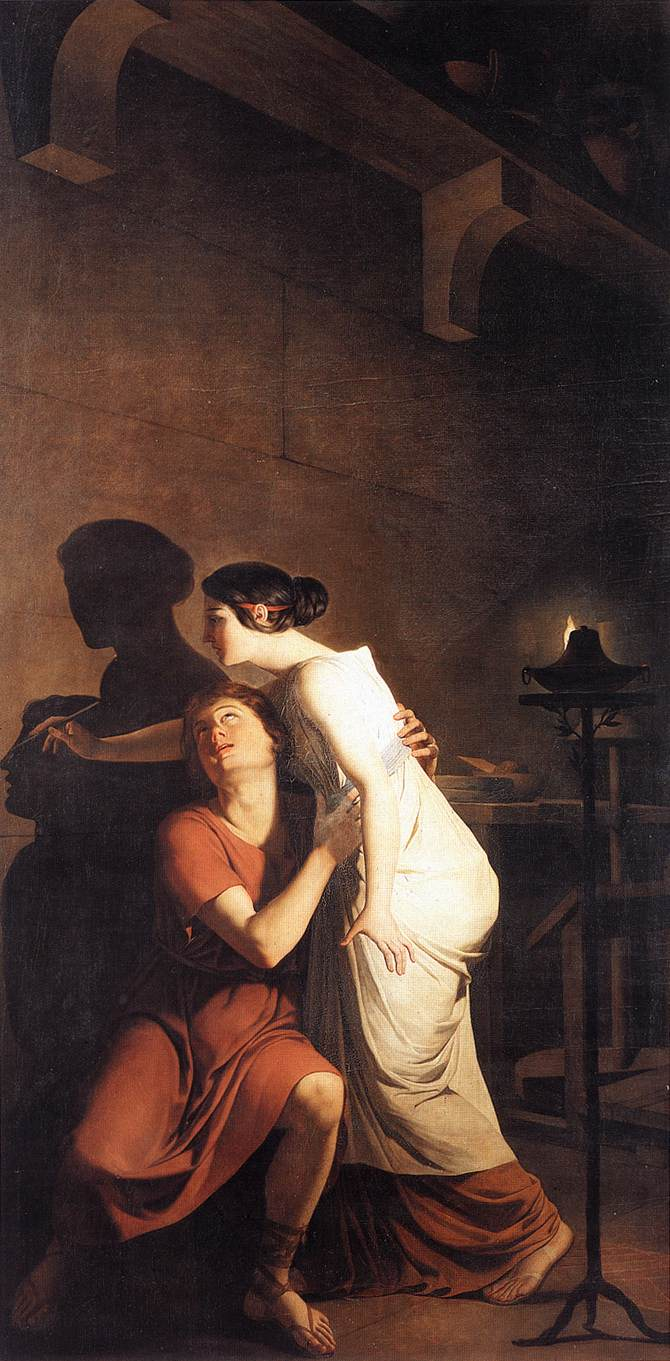
L'invenzione del disegno
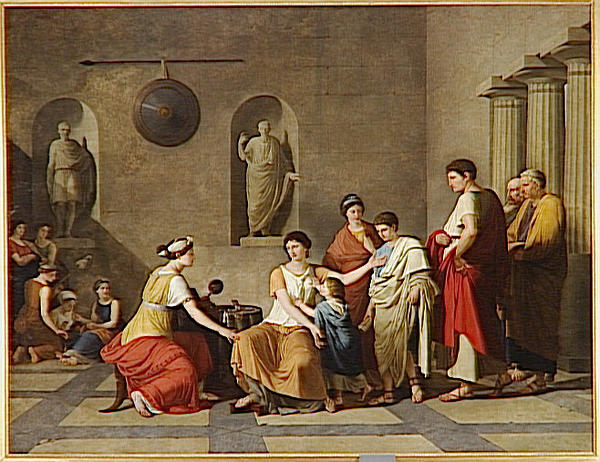
Cornelia
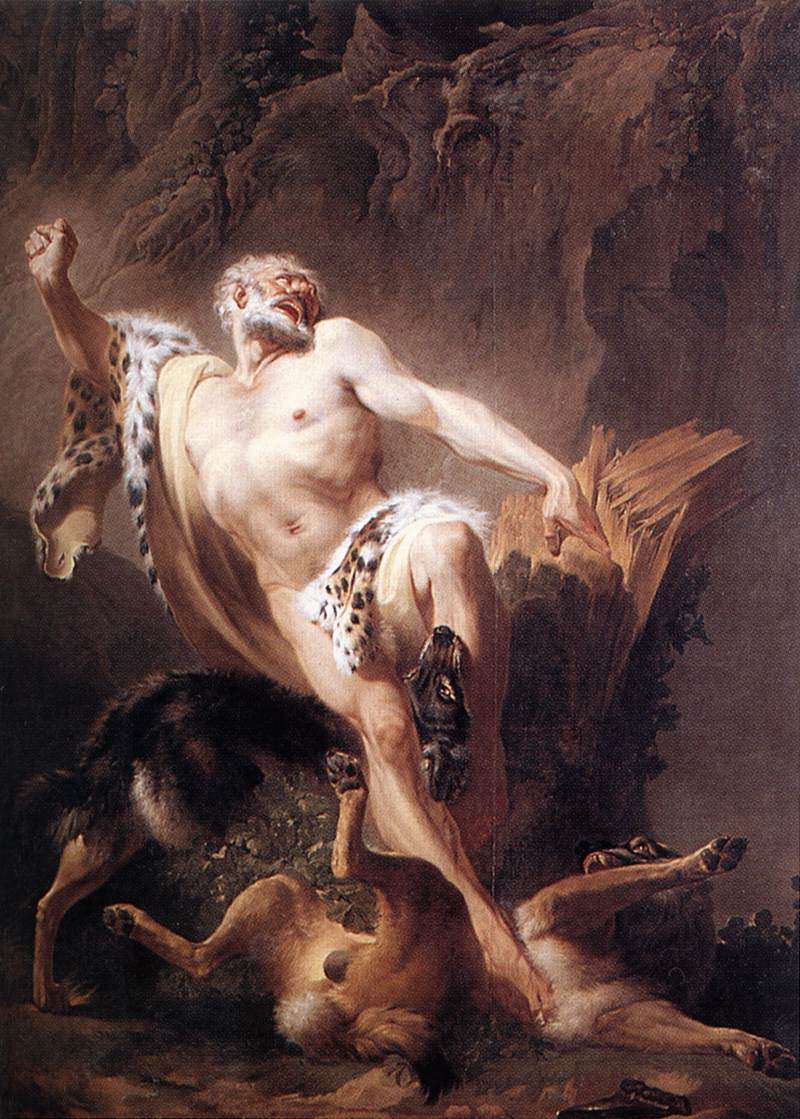
Milone di Crotone